# Monroe (Oregon)
Monroe è una città degli Stati Uniti d'America situata nell'Oregon, nella Contea di Benton.